# 노영호
노영호(1984년 12월 8일 ~)는 대한민국의 가수다. 2011년 아이 스토리 싱글 앨범 [입 속이 타 들어가]로 데뷔했다.

## 방송
- 보이스 코리아 1 (2012) - Top48

## 음반
- 못 하는 말 (2012)

### 아이 스토리
- 입 속이 타 들어가 (2011)

## 영화
- 고고70 (2008) - 고고족 역
- 회초리 (2011) - 배달의 기수 5 역